# Steventon (Hampshire)
Steventon è un villaggio e una parrocchia civile dell'Hampshire, in Inghilterra. È situato 7 miglia a nord della città di Basingstoke, tra i villaggi di Overton, Oakley e North Waltham.
È nota per aver dato i natali alla scrittrice Jane Austen.